# Magadenovac
Magadenovac es un municipio de Croacia en el condado de Osijek-Baranya.

## Geografía
Se encuentra a una altitud de 92 m s. n. m. a 244 km de la capital nacional, Zagreb.

## Demografía
En el censo 2011 el total de población del municipio fue de 1 936 habitantes, distribuidos en las siguientes localidades:
- Beničanci - 520
- Kućanci - 513
- Lacići - 351
- Magadenovac - 109
- Malinovac - 92
- Šljivoševci - 351

| Gráfica de población de Magadenovac 1857-2011                       |
|                                                                     |
| Según los censos de población de la oficina estadística de Croacia. |